# Heliostato

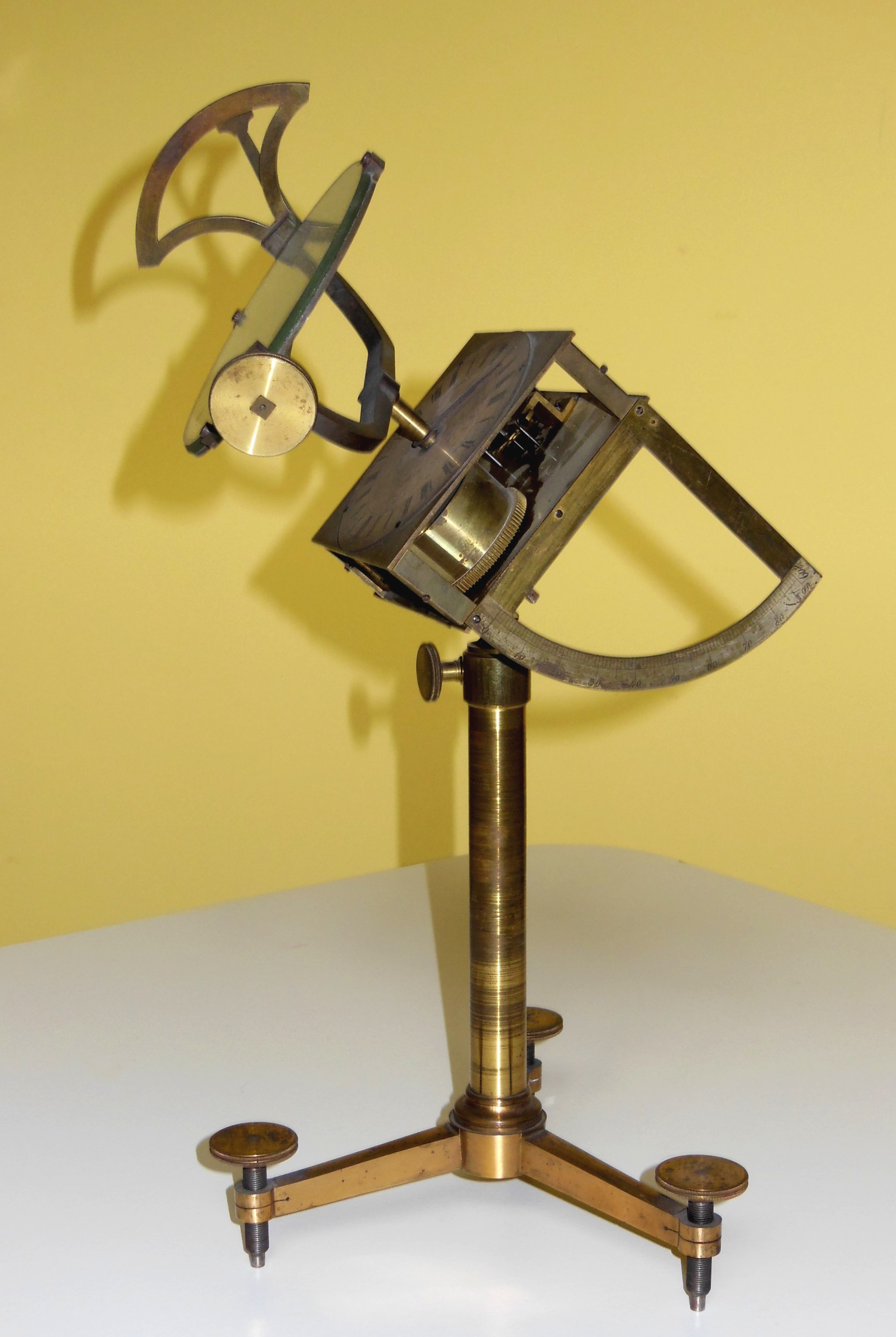
Heliostato del fabricante de instrumentos vienés Ekling (c. 1850)

Un heliostato o helióstato (de helios, la palabra griega para sol, y stat, estacionario) es un dispositivo que incluye un espejo, generalmente uno plano, que gira para seguir reflejando la luz del sol hacia un objetivo predeterminado, compensando los movimientos aparentes del sol en el cielo. El objetivo puede ser un objeto físico, distante del helióstato, o una dirección en el espacio. Para ello, la superficie reflectante del espejo se mantiene perpendicular a la bisectriz del ángulo entre las direcciones del sol y el objetivo visto desde el espejo. En casi todos los casos, el objetivo está estacionario en relación con el helióstato, por lo que la luz se refleja en una dirección fija. Según fuentes contemporáneas, la heliostata, como se la llamó al principio, fue inventada por Willem's Gravesande (1688-1742). Otros contendientes son Giovanni Alfonso Borelli (1608–1679) y Daniel Gabriel Fahrenheit (1686–1736). Un heliostato diseñado por George Johnstone Storey se encuentra en la colección del Science Museum Group.

Hoy en día, la mayoría de los helióstatos se utilizan para la iluminación natural o para la producción de energía solar concentrada, generalmente para generar electricidad. También se utilizan a veces en la cocina solar. Unos pocos se usan experimentalmente para reflejar rayos de luz solar inmóviles en telescopios solares. Antes de la disponibilidad de láseres y otras luces eléctricas, los helióstatos se usaban ampliamente para producir haces de luz intensos y estacionarios con fines científicos y de otro tipo.

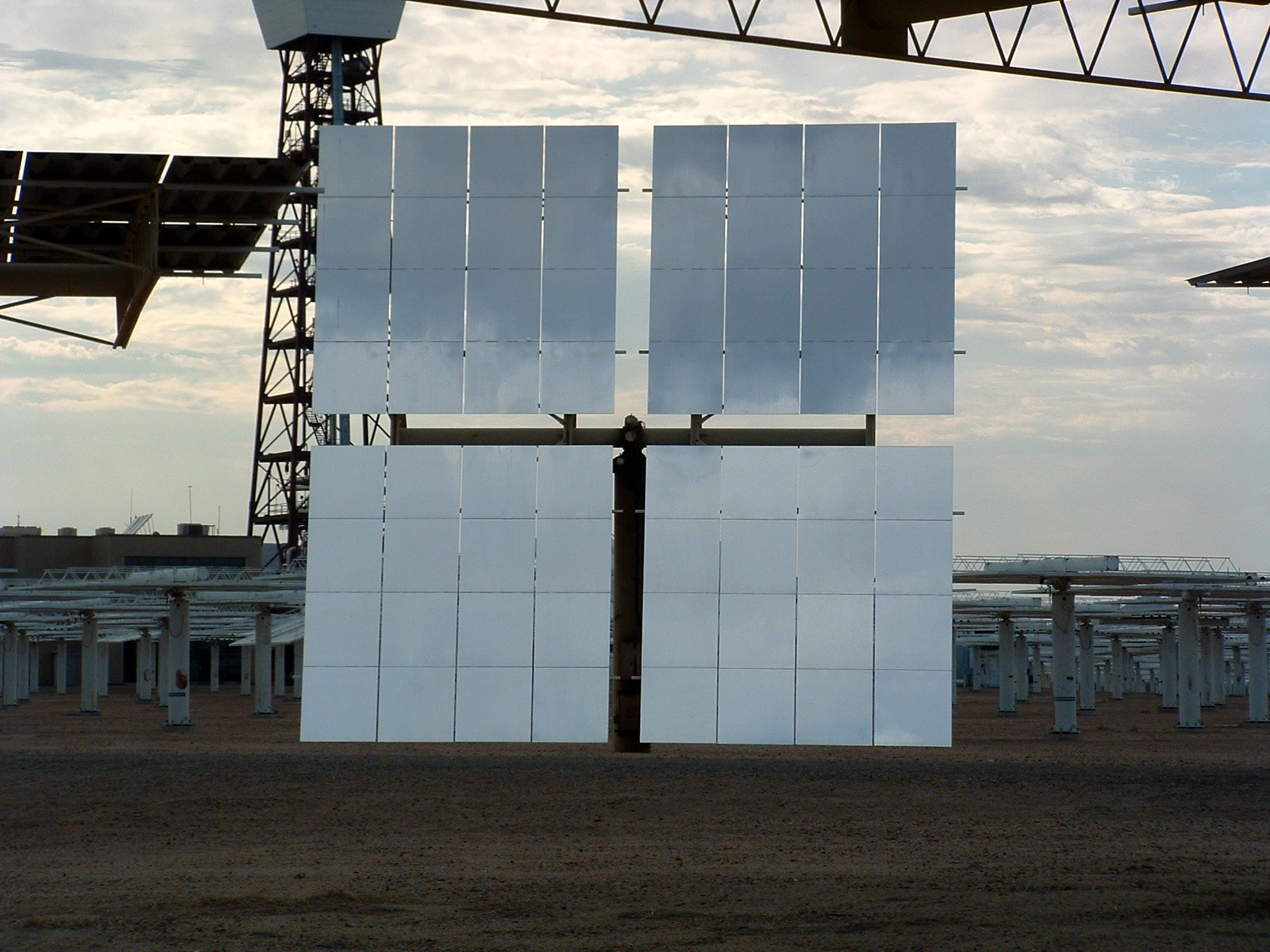
Heliostato de la central solar termoeléctrica Solar Two (California)

La mayoría de los helióstatos modernos están controlados por computadoras. La computadora recibe la latitud y la longitud de la posición del helióstato en la tierra y la hora y la fecha. A partir de ellos, utilizando la teoría astronómica, calcula la dirección del sol visto desde el espejo, por ejemplo, la orientación de la brújula y el ángulo de elevación. Luego, dada la dirección del objetivo, la computadora calcula la dirección de la bisectriz de ángulo requerida y envía señales de control a los motores, a menudo motores paso a paso, para que giren el espejo a la alineación correcta. Esta secuencia de operaciones se repite con frecuencia para mantener el espejo correctamente orientado.
Las grandes instalaciones, como las centrales termosolares, incluyen campos de helióstatos compuestos por muchos espejos. Por lo general, todos los espejos en dicho campo están controlados por una sola computadora.

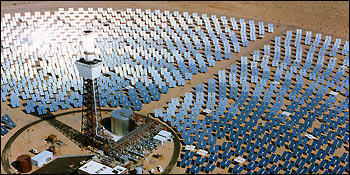
El proyecto de energía solar térmica Solar Two cerca de Daggett, California. Cada espejo en el campo de los helióstatos refleja la luz del sol continuamente sobre el receptor de la torre.

Hay tipos más antiguos de helióstatos que no utilizan computadoras, incluidos los que funcionan parcial o totalmente a mano o con un mecanismo de relojería, o que están controlados por sensores de luz. Estos ahora son bastante raros.
Los helióstatos deben distinguirse de los seguidores solares o de los seguidores solares que apuntan directamente al sol en el cielo. Sin embargo, algunos tipos más antiguos de helióstatos incorporan seguidores solares, junto con componentes adicionales para bisecar el ángulo entre el sol, el espejo y el objetivo.
Un siderostat es un dispositivo similar que está diseñado para seguir una estrella más débil, en lugar del sol.

## Proyectos a gran escala

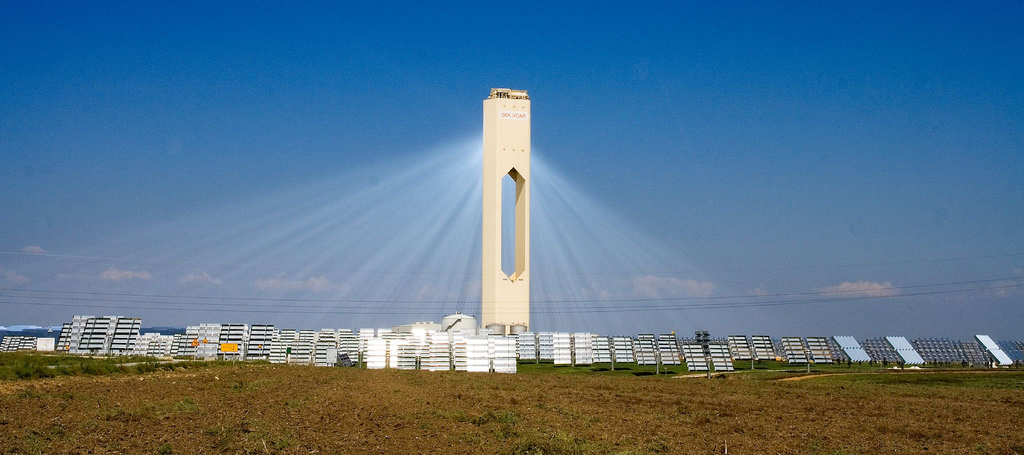
La PS10 de 11MW cerca de Sevilla en España. Cuando se tomó esta fotografía, el polvo en el aire hizo visible la luz convergente.

En una planta termosolar, como las de The Solar Project o la planta PS10 en España, un amplio campo de helióstatos concentra la energía del sol en un único colector para calentar un medio como el agua o las sales fundidas. El medio se desplaza a través de un intercambiador de calor para calentar agua, producir vapor y luego generar electricidad a través de una turbina de vapor.

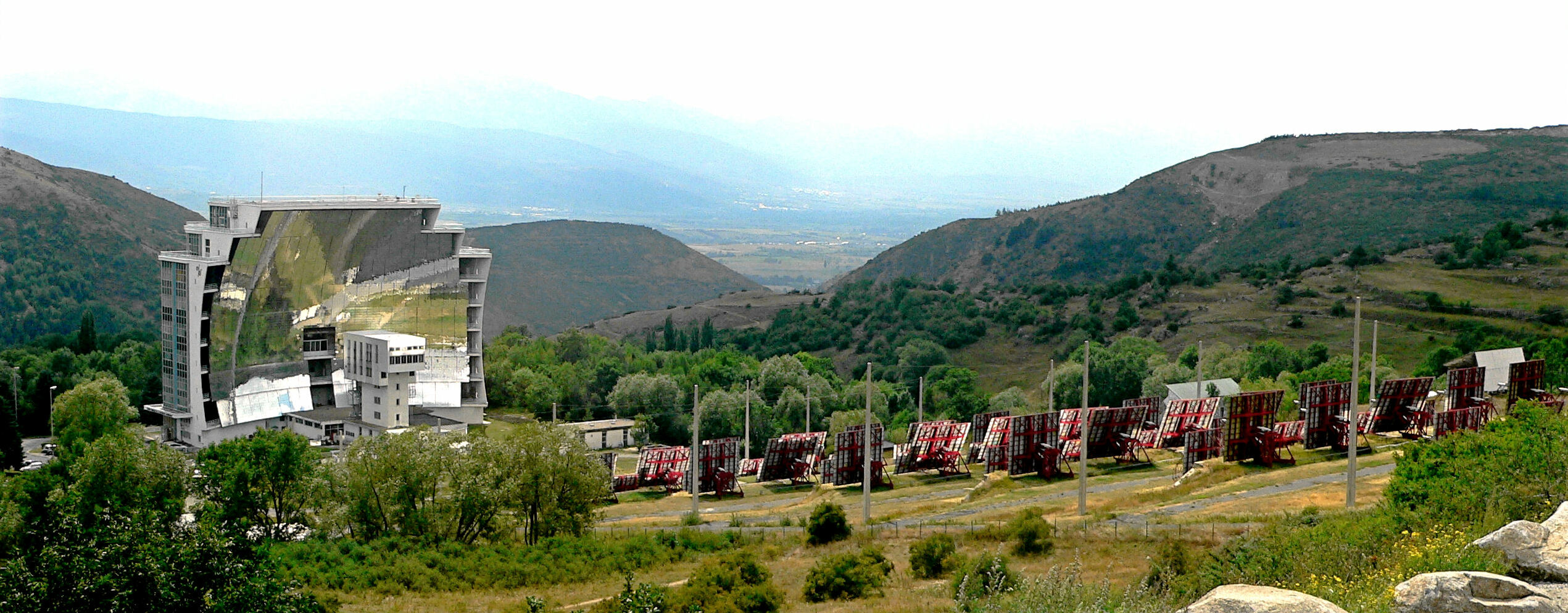
El horno solar de Odeillo, en los Pirineos Orientales de Francia, puede alcanzar temperaturas de hasta

En los hornos solares experimentales, como el de Odeillo, en Francia, se utiliza una disposición algo diferente de los helióstatos en un campo. Todos los espejos de heliostato envían haces de luz paralelos con precisión a un gran reflector paraboloide que los lleva a un enfoque preciso. Los espejos deben ubicarse lo suficientemente cerca del eje del paraboloide para reflejar la luz solar en él a lo largo de líneas paralelas al eje, por lo que el campo de heliostatos debe ser estrecho. Para ello se utiliza la teoría de control. Los sensores determinan si alguno de los helióstatos está ligeramente desalineado. Si es así, envían señales para corregirlo.
Se ha propuesto que las altas temperaturas generadas podrían utilizarse para dividir el agua produciendo hidrógeno de forma sostenible.

## Proyectos a pequeña escala
Los helióstatos más pequeños se utilizan para la iluminación natural y la calefacción. En lugar de muchos heliostatos grandes que se centran en un solo objetivo para concentrar la energía solar (como en una planta de torre de energía solar), un solo heliostato, por lo general de aproximadamente 1 o 2 metros cuadrados, refleja la luz solar no concentrada a través de una ventana o tragaluz. Un pequeño helióstato, instalado al aire libre en el suelo o en la estructura de un edificio como un techo, se mueve en dos ejes (arriba/abajo e izquierda/derecha) para compensar el movimiento constante del sol. De esta manera, la luz del sol reflejada permanece fija en el objetivo (por ejemplo, una ventana).
Genzyme Center, la sede corporativa de Genzyme Corp. en Cambridge, Massachusetts, utiliza helióstatos en el techo para dirigir la luz solar hacia su atrio de 12 pisos.
En un artículo de 2009, Bruce Rohr sugirió que los heliostatos pequeños podrían usarse como un sistema de torre de energía solar. En lugar de ocupar cientos de acres, el sistema cabría en un área mucho más pequeña, como la azotea plana de un edificio comercial, dijo. El sistema propuesto utilizaría la energía de la luz solar para calentar y enfriar un edificio o proporcionar información para procesos industriales térmicos como el procesamiento de alimentos. El enfriamiento se realizaría con un enfriador de absorción. Rohr propuso que el sistema sería "más confiable y rentable por metro cuadrado de área reflectante" que las grandes plantas de torre de energía solar, en parte porque no sacrificaría el 80 por ciento de la energía recolectada en el proceso de convertirla en electricidad.

## Diseño

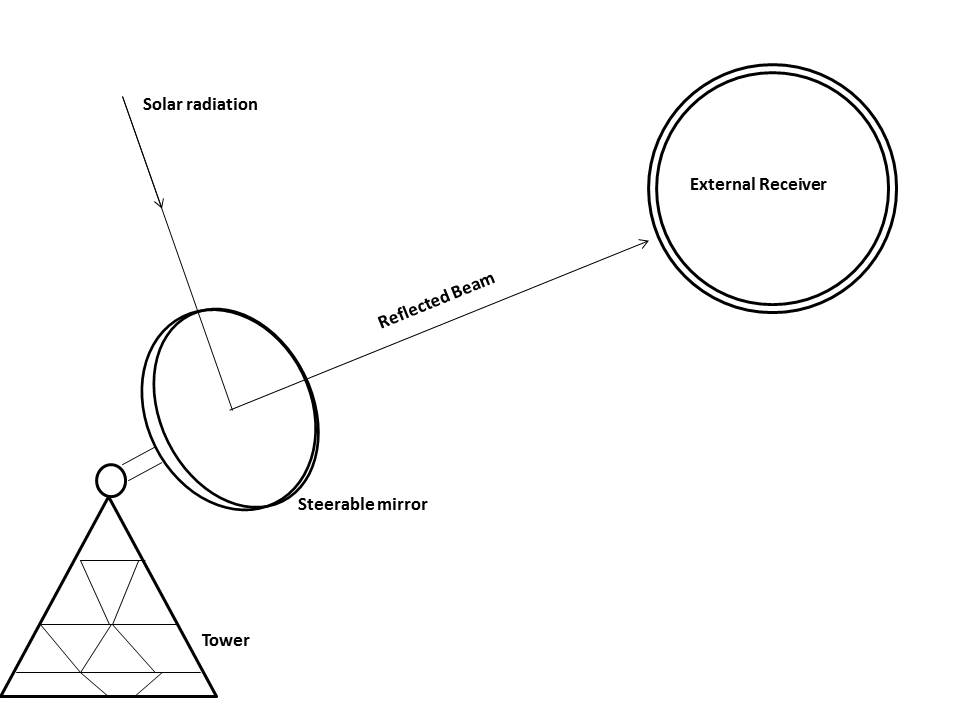

Los costos de los helióstatos representan del 30 al 50 % de la inversión de capital inicial para las centrales eléctricas de torre de energía solar, según la política energética y el marco económico del país de ubicación. Es interesante diseñar helióstatos menos costosos para la fabricación a gran escala, de modo que las centrales eléctricas de torre de energía solar puedan producir electricidad a costes más competitivos que los costes de las centrales nucleares o de carbón convencionales.
Además del costo, el porcentaje de reflectividad solar (es decir, el albedo ) y la durabilidad ambiental son factores que deben tenerse en cuenta al comparar los diseños de helióstatos.
Una forma en que los ingenieros e investigadores están intentando reducir los costos de los helióstatos es reemplazando el diseño de helióstato convencional por uno que use menos materiales y más livianos. Un diseño convencional para los componentes reflectantes del helióstato utiliza un segundo espejo de superficie. La estructura de espejo en forma de sándwich generalmente consta de un soporte estructural de acero, una capa adhesiva, una capa protectora de cobre, una capa de plata reflectante y una capa protectora superior de vidrio grueso. Este heliostato convencional a menudo se denomina heliostato de vidrio/metal. Los diseños alternativos incorporan investigaciones recientes sobre adhesivos, compuestos y películas delgadas para reducir los costos de los materiales y el peso. Algunos ejemplos de diseños de reflectores alternativos son los reflectores de polímero plateado, los sándwiches de poliéster reforzado con fibra de vidrio (GFRPS) y los reflectores aluminizados. Los problemas con estos diseños más recientes incluyen la deslaminación de los revestimientos protectores, la reducción del porcentaje de reflectividad solar durante largos períodos de exposición al sol y los altos costos de fabricación.